# Brownsboro Village
La ville de Brownsboro Village est située dans le comté de Jefferson, dans le Commonwealth du Kentucky, aux États-Unis. Sa population, qui s’élevait à 319 habitants lors du recensement de 2010, est estimée à 329 habitants en 2016.